# High Point (New Jersey)
Pour les articles homonymes, voir High Point.
High Point est le point culminant du New Jersey, aux États-Unis à 549 m d'altitude. Ce sommet, le plus haut de Kittatinny Mountain, se trouve à Montague, dans le comté de Sussex, au sud-est de Port Jervis, près de la frontière avec l'État de New York. Le High Point Monument y a été édifié en 1930 pour commémorer les vétérans de guerre ; il a la forme d'un obélisque de 67 m de haut.